# Krasobruslení na Zimních olympijských hrách 1988
Krasobruslení na Zimních olympijských hrách 1988 probíhalo od 14. do 27. února na třech stadionech (Stampede Corral, Olympic Saddledome a Father David Bauer Olympic Arena) v Calgary.

## Medailové pořadí zemí
| Pořadí | Země                                 | Zlato | Stříbro | Bronz | Celkově |
| ------ | ------------------------------------ | ----- | ------- | ----- | ------- |
| 1.     | Sovětský svaz (URS)                  | 2     | 2       | 1     | 5       |
| 2.     | Spojené státy americké (USA)         | 1     | 0       | 2     | 3       |
| 3.     | Německá demokratická republika (GDR) | 1     | 0       | 0     | 1       |
| 4.     | Kanada (CAN)                         | 0     | 2       | 1     | 3       |
|        | Celkem                               | 4     | 4       | 4     | 12      |

## Medailisté

### Muži
| Disciplína | Zlato                                        | Výkon | Stříbro                    | Výkon | Bronz                                 | Výkon |
| ---------- | -------------------------------------------- | ----- | -------------------------- | ----- | ------------------------------------- | ----- |
| muži       | Brian Boitano · Spojené státy americké (USA) | 3,0   | Brian Orser · Kanada (CAN) | 4,2   | Viktor Petrenko · Sovětský svaz (URS) | 7,8   |

### Ženy
| Disciplína | Zlato                                                   | Výkon | Stříbro                            | Výkon | Bronz                                           | Výkon |
| ---------- | ------------------------------------------------------- | ----- | ---------------------------------- | ----- | ----------------------------------------------- | ----- |
| ženy       | Katarina Wittová · Německá demokratická republika (GDR) | 4,2   | Elizabeth Manleyová · Kanada (CAN) | 4,6   | Debbie Thomasová · Spojené státy americké (USA) | 6,0   |

### Smíšené soutěže
| Disciplína        | Zlato                                                         | Výkon | Stříbro                                                     | Výkon | Bronz                                                          | Výkon |
| ----------------- | ------------------------------------------------------------- | ----- | ----------------------------------------------------------- | ----- | -------------------------------------------------------------- | ----- |
| sportovní dvojice | Sovětský svaz (URS) · Jekatěrina Gordějevová · Sergej Griňkov | 1,4   | Sovětský svaz (URS) · Jelena Valovová · Oleg Vasiljev       | 2,8   | Spojené státy americké (USA) · Jill Watsonová · Peter Oppegard | 4,2   |
| taneční páry      | Sovětský svaz (URS) · Natalja Bestemjanovová · Andrej Bukin   | 2,0   | Sovětský svaz (URS) · Marina Klimovová · Sergej Ponomarenko | 4,0   | Kanada (CAN) · Tracy Wilsonová · Robert McCall                 | 6,0   |